# Frankrikes Grand Prix 2006
Frankrikes Grand Prix 2006 var det elfte av 18 lopp ingående i formel 1-VM 2006.

## Rapport
Michael Schumacher och Felipe Massa, båda i Ferrari, startade från första ledet på Renaults hemmabana. Fernando Alonso i Renault startade från den tredje och överraskningen Jarno Trulli i Toyota från den fjärde startrutan. Schumacher tog ledningen i starten medan Alonso utmanade tvåan Massa direkt men tvingades ge sig. Alonso hade betydligt mer att förlora än Massa varför han beslöt att avvakta bakom brasilianen. 
Ferrari hade som de flesta stallen planerat att göra tre depåstopp för sina förare. När sedan Massa och därefter Schumacher kom in i depå tidigt upptäckte Renault detta och förändrade då sin planering till en tvåstoppsstrategi för att på så sätt kunna köra om åtminstone en av de betydligt snabbare konkurrenterna. Massas snabbaste varv var sju tiondelar snabbare än Alonsos, men när han gjorde sitt tredje depåbesök stannade Alonso kvar på banan och kunde därmed överta andraplatsen efter Schumacher, som aldrig var hotad.

## Resultat
1. Michael Schumacher, Ferrari, 10 poäng
2. Fernando Alonso, Renault, 8
3. Felipe Massa, Ferrari, 6
4. Ralf Schumacher, Toyota, 5
5. Kimi Räikkönen, McLaren-Mercedes, 4
6. Giancarlo Fisichella, Renault, 3
7. Pedro de la Rosa, McLaren-Mercedes, 2
8. Nick Heidfeld, BMW, 1
9. David Coulthard, Red Bull-Ferrari
10. Scott Speed, Toro Rosso-Cosworth
11. Jacques Villeneuve, BMW
12. Christian Klien, Red Bull-Ferrari
13. Vitantonio Liuzzi, Toro Rosso-Cosworth
14. Nico Rosberg, Williams-Cosworth
15. Christijan Albers, MF1-Toyota
16. Franck Montagny, Super Aguri-Honda

### Förare som bröt loppet
- Jenson Button, Honda (varv 61, tekniskt)
- Mark Webber, Williams-Cosworth (53, hjulring)
- Jarno Trulli, Toyota (39, bromsar)
- Rubens Barrichello, Honda (18, motor)
- Tiago Monteiro, MF1-Toyota (11, mekaniskt)
- Takuma Sato, Super Aguri-Honda (0, transmission)